# Rebelde Way
Rebelde Way – argentyński serial dla młodzieży, którego premiera miała miejsce 
27 maja 2002 w argentyńskiej stacji Azul TV. W sierpniu 2003, ze względu na dużą oglądalność, serial przeniesiono na ogólnodostępną stację America TV. Finałowy odcinek w Argentynie wyemitowano 18 grudnia 2003.
Serial Rebelde Way składa się z 2 sezonów: 1 sezon ma 139 odcinków, a 2 sezon 177 odcinków + 2 specjalne odcinki. Serial doczekał się w 2004 kontynuacji w postaci filmu pełnometrażowego Erreway 4 Caminos, którego premiera miała miejsce w Argentynie 1 lipca 2004. W 2004 roku meksykańska wytwórnia telenowel TELEVISA nakręciła remake serialu, zatytułowany Rebelde. Także w Indiach nakręcono lokalną wersję tego serialu pod nazwą Remix. Serial był emitowany w ponad 40 krajach na całym świecie. W Europie serial był emitowany m.in. w Austrii przez telewizję ORF1, w Niemczech przez Nickledeon, w Rosji przez REN TV, w Izraelu przez Jetix, w Hiszpanii przez Jetix, Localia TV oraz Cuatro, Macedonii przez A1 Televizja (2005/2006), w Grecji przez ET1 (2006), Bośni i Hercegowinie przez OBN (2007), w Serbii na kanale B92 (2007) oraz na Litwie na kanale TV1 i LNK (2007/2008), gdzie zdobył ogromną liczbę fanów.

## Fabuła
Serial opowiada o losach młodzieży, która uczy się w Elite Way School - prestiżowej szkole z internatem w Buenos Aires dla dzieci z bogatych rodzin i uczniów ze stypendium z całego kraju i z różnych środowisk społecznych. Wielkim problemem dla stypendystów jest Loża, która chce, by w Elite Way School uczyli się tylko najbogatsi i tym samym pozbyć się m.in. Manuela, Jose, Lupity i innych stypendystów. Bohaterowie serialu przeżywają wiele przygód, ale także dużo nieszczęść i rozczarowań. Czwórka głównych bohaterów: Mía Colucci, Marizza Pia Spirito, Pablo Bustamante, Manuel Aguirre tworzą zespół muzyczny Erreway. Pomiędzy czwórką głównych bohaterów rodzą się silne uczucia: miłość, a niekiedy nienawiść. Serial był i nadal jest, niesamowicie popularny na całym świecie.

## Obsada
- Luisana Lopilato - Mia Colucci
- Camila Bordonaba - Marizza Pia Spirito
- Benjamín Rojas - Pablo Bustamante
- Felipe Colombo - Manuel Aguirre
- Diego Mesaglio - Guido Lassen
- Micaela Vázquez - Pilar Dunoff
- Jorge Maggio - Tomás Ezcurra
- Diego García - Marcos Aguilar
- Georgina Mollo (2002) - Luna Fernández
- Guillermo Santa Cruz (2002) - Nicolas "Nico" Provanza
- Jazmín Beccar Varela - Luján Linares
- Victoria Maurette - Victoria "Vico" Paz
- Ángeles Balbiani - Felicitas "Feli" Mitre
- Mariana Seligmann - Laura Arregui (2003)
- Francisco Bass - Francisco "Fran" Blanco (2003)
- Inés Palombo - Sol Rivarola (2003)
- Piru Sáez - Rocco Fuentes Echagüe (2003)
- Mariano Bertolini - Javier Alanis (2003)
- Maria Fernanda Neil - Fernanda Peralta Ramos/Byron
- Belén Scalella - Belén Menendez Pacheco
- Diego Child - Diego Urcola
- Lis Moreno - Dolores "Lola" Arregui (2003)
- Catherine Fulop - Sonia Rey
- Martin Seefeld - Franco Colucci
- Boy Olmi - Sergio Bustamante
- Arturo Bonin - Marcel Dunoff
- Fernán Mirás - Santiago Mansilla(2002)
- Sandra Ortiz - Sandra Fernández (2002)
- Pablo Heredia - Blas Heredia/Ricardo Faras
- Hilda Bernard - Hilda Acosta
- Miguel Ángel Cerutti - Octavio/Martín Andrade

Do tej pory serial doczekał się siedmiu adaptacji językowych: w Brazylii, Chile, Grecji, Indiach, Meksyku, Portugalii i Wenezueli. Trwają prace nad amerykańską wersją serialu.